# 白山道奥磨崖仏
白山道奥磨崖仏（しらやまみちおくまがいぶつ）は、神奈川県横浜市金沢区釜利谷南に残る古道「白山道」の谷奥にある磨崖仏である。顔だけで4メートルもあるというが、ほとんど風化し、所在位置や輪郭が解りづらくなっている。

## 現状
鎌倉時代に、金沢の称名寺から発し、六浦荘富田郷（蒲里谷郷）を抜けて山越えして鎌倉に至る、白山道が開かれたと言われる。白山道は、釜利谷南を流れる宮川の渓谷（平潟湾に流入する）を通って山を越えるが、谷の一番奥にこの磨崖仏がある。
いつごろ造られたかはっきりせず、東にある東光禅寺との関係で薬師如来像ではないかという。
六浦道沿いの鼻欠地蔵とあわせて横浜に2つしかない磨崖仏の1つで、案内看板もあるが、顔の位置すらよくわからない。
1983年撮影の写真のリンクはこちら→https://openphoto.app/c/kanazawaku/photo/14408?

## 参考資料
- 『かながわの古道』神奈川県県民部文化室編 1980年6月30日（第3刷）114頁、118-119頁
- 『金沢の古道』横浜市金沢区編 1984年（昭和59年）3月1日刊行 13-15頁、22頁